# داوود نجمی‌مقدم
داوود نجمی‌مقدم، آهنگساز و نوازندهٔ کلارینت اهل کرج ، ایران بود. او آهنگساز سرود شاهنشاهی ایران بوده‌است.

## زندگی هنری
داوود نجمی‌مقدم در سال ۱۳۰۵ از مدرسهٔ موسیقی (هنرستان عالی موسیقی) به مدیریت غلامرضا مین باشیان فارغ‌التحصیل شد. در آن سال ۱۱ نفر موفق به اخذ دیپلم مدرسهٔ موسیقی شدند که داوود نجمی‌مقدم یکی از آنان بود. وی که نوازندهٔ ساز کلارینت بود، عضو دستهٔ موزیک ارتش با درجهٔ نظامی سرهنگی بود. او در سال ۱۳۱۲ سرود شاهنشاهی ایران را آهنگسازی کرد.

## ساخت سرود شاهنشاهی ایران
در اواخر سال ۱۳۱۲ مصطفی کمال آتاترک، اولین رئیس‌جمهور ترکیه از رضا شاه برای دیدار از کشورش دعوت نمود. هنگام تنظیم برنامهٔ تشریفات از دولت ایران درخواست می‌شود تا نُت سرود ملی ایران را به ترکیه بفرستند تا هنگام ورود شاه ایران نواخته شود. رضاشاه به شیخ الرئیس افسر، رئیس انجمن ادبی ایران که نایب رئیس مجلس شورای ملی بود، می‌گوید: «بروید یک سرود ملی برای ایران بسازید.»
عصر همان روز در خیابان دوشان تپه (محل انجمن ادبی ایران)، هیئت رئیسه انجمن ادبی ایران با حضور شیخ الرئیس افسر، ملک الشعرای بهار، پارسا تویسرکانی، سعید نفیسی و عباس فرات تشکیل جلسه می‌دهد. آنان دو قطعه شعر با دو وزن مختلف می‌سرایند و به وسیلهٔ ستاد ارتش برای رضا شاه می‌فرستند. پس از ۲۴ ساعت، از ستاد ارتش نامه‌ای به امضای
سرلشکر نخجوان به انجمن ادبی ارسال می‌شود. محتوای این نامه مبنی بر این بود که آهنگ (وزن) این اشعار مهیج نیست و جدای از آن اشعار باید از اغراق بی‌جا بر کنار و از هر جهت، جامع برای رسمیت یافتن در کشور ایران و کشورهای دیگر باشد.
اعضای انجمن ادبی ایران به دلیل اینکه هیچ‌کدام آهنگساز نبودند و به صورت دقیق نمی‌دانستند چه مطالبی باید در شعر گنجانده شود تا مورد رضایت قرار گیرد، از ستاد ارتش درخواست کردند تا ابتدا آهنگ سرود توسط یکی از افراد دسته موزیک ارتش ساخته شود و به همراه چند قطعه سرود از کشورهای دیگر به انجمن ادبی ارسال شود تا در انتخاب مضمون و مطالب شعر مورد توجه قرار گیرد.

در مدت زمان اندکی، داوود نجمی‌مقدم موسیقی سرود را می‌سازد و وزارت امور خارجه، متن سرودهای چند کشور را برای انجمن ارسال می‌کند. از طرف ستاد ارتش، سرهنگ نصرالله مین‌باشیان (فرزند ارشد سالار معزز)، رئیس دسته‌جات موزیک نظام و داوود نجمی‌مقدم مأمور می‌شوند که موسیقی را که توسط نجمی‌مقدم ساخته شده بود، در انجمن ادبی ایران بنوازند تا بر طبق موسیقی، وزن ابیات انتخاب و شعر سروده شود. 
داوود نجمی مقدم در محل انجمن ادبی ملودی سرود را با کلارینت (قره‌نی) می‌نوازد و هم‌زمان ابیات توسط اعضای انجمن سروده می‌شود. بندِ اول و سوم ابیات سرود توسط شیخ الرئیس افسر و بند دوم (قسمت دوم) توسط پارسا تویسرکانی سروده می‌شود و برای رضا شاه فرستاده می‌شود. متن سرود با ویرایشی که توسط خود رضا شاه انجام می‌شود (با مطلع: شاهنشه ما زنده بادا) مورد رضایت قرار می‌گیرد.
نت این سرود نوشته می‌شود و از طریق وزارت امور خارجه به ترکیه ارسال می‌گردد. دو بیت ابتدای این سرود در درآمد دستگاه ماهور و بیت سوم در گوشهٔ فیلی و مصرع آخر، فرود به درآمد ماهور است. در تاریخ ۱۰ شهریور ۱۳۱۳ سرود شاهنشاهی طی بخشنامه‌ای به مدارس کشور ابلاغ شد و از مخاطبان خواسته شد به احترام سرود قیام کنند. این سرود طی ۴۵ سال در زمان رضا شاه و محمدرضا شاه پهلوی، سرود رسمی ایران بوده‌است.